# Monica Potter

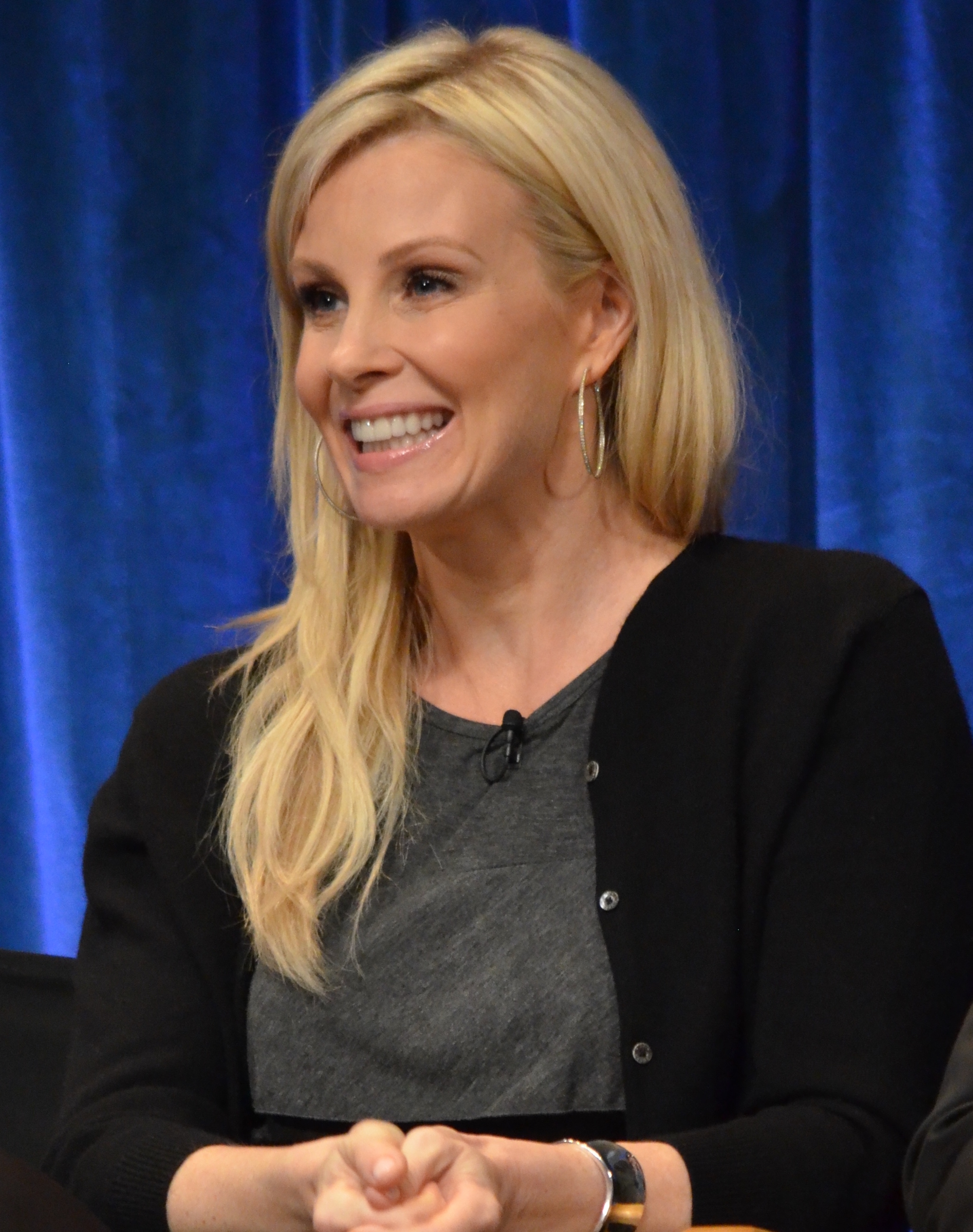
Monica Potter, 2013

Monica Potter (* 30. Juni 1971 in Cleveland, Ohio, als Monica Gregg Brokaw) ist eine US-amerikanische Schauspielerin.

## Leben

### Herkunft und Privates
Monica Potter ist die Tochter von Paul Brokaw, einem Erfinder, und dessen Ehefrau Nancy, einer Sekretärin. Sie wuchs in einer streng katholischen Familie mit drei weiteren Schwestern in Cleveland auf, wo sie auch die katholische Villa Angela Schule besuchte. Nach der Schule begann sie als 12-Jährige mit dem Modeln und trat in Werbespots auf, bevor sie sich für die Schauspielerei entschied. Mit 19 Jahren wurde sie schwanger und heiratete Tom Potter, mit dem sie zwei Söhne hat, und zog 1994 nach Los Angeles. Seit Juni 2005 ist sie mit dem Orthopäden Daniel Christopher Allison verheiratet. Sie sind Eltern einer Tochter.

### Karriere
Ihre erste Rolle hatte sie in der Seifenoper Schatten der Leidenschaft im Jahr 1994. In der Actionkomödie Bulletproof war sie als Bikerfrau zu sehen. Danach verkörperte sie in dem Action-Thriller Con Air, von Simon West, die Ehefrau von Nicolas Cages Charakter. Im Jahr 1998 verkörperte sie in dem Filmdrama Kein Vater von gestern die Ehefrau von Vince Vaughn. Einem größeren Publikum wurde sie durch die Rolle Carin Fisher in der Tragikomödie Patch Adams, an der Seite von Robin Williams, bekannt. Im gleichen Jahr erhielt Potter die Hauptrolle Martha in der britischen Komödie Martha trifft Frank, Daniel & Laurence und stand gemeinsam mit Rufus Sewell, Tom Hollander und Joseph Fiennes vor der Kamera.
Im Jahr 2001 erhielt sie die Hauptrolle in Hals über Kopf. In dem Film verkörpert sie die Kunstrestauratorin Amanda, die von ihrem Mann betrogen wird und daraufhin in eine Model-WG einzieht und später mit dem verdeckten FBI-Ermittler (verkörpert durch Freddie Prinze junior) zusammenkommt. In der Verfilmung des Romans Morgen Kinder wird’s was geben von James Patterson, Im Netz der Spinne, verkörperte Potter die Secret-Service-Agentin Jezzie Flannigan an der Seite von Polizist Alex Cross, gespielt von Morgan Freeman.
Anschließend hatte sie in der US-amerikanisch-französischen Filmkomödie Alle lieben Lucy die Hauptrolle Lucy gespielt. In dem Horror-Thriller Saw von James Wan, erhielt sie die Rolle der Allison Gordon, deren Mann Dr. Lawrence Gordon (verkörpert durch Cary Elwes) vom Serienmörder Jigsaw gefangen genommen wird. Von 2004 bis 2005 sah man Monica Potter als Lori Colson in der Anwaltsserie Boston Legal, neben William Shatner als Denny Crane und James Spader als Alan Shore in 21 Folgen. Im Horrorfilm The Last House on the Left verkörpert sie die Mutter von Sara Paxtons Figur und Ehefrau von Tony Goldwyns Rolle. Von 2010 bis 2015 war sie in der Fernsehserie Parenthood als Kristina Braverman zu sehen.

## Filmografie
- 1994: Schatten der Leidenschaft (The Young and the Restless, Fernsehserie)
- 1996: Bulletproof
- 1997: Con Air
- 1998: Kein Vater von gestern (A Cool, Dry Place)
- 1998: Patch Adams
- 1998: Grenzenlos (Without Limits)
- 1998: Martha trifft Frank, Daniel & Laurence (Martha, Meet Frank, Daniel and Laurence)
- 1999: Auf der Straße der Träume (Heaven or Vegas)
- 2001: Hals über Kopf (Head Over Heels)
- 2001: Im Netz der Spinne (Along Came a Spider)
- 2002: Alle lieben Lucy (I’m with Lucy)
- 2003: The Lunchbox Chronicles (Fernsehfilm)
- 2003: The Amazing Westermans (Fernsehfilm)
- 2004: Saw
- 2004: Reversible Errors (Fernsehfilm)
- 2004–2005: Boston Legal (Fernsehserie, 20 Folgen)
- 2007: Protect and Serve (Fernsehfilm)
- 2008: Lower Learning
- 2009: Trust Me (Fernsehserie, 13 Folgen)
- 2009: The Last House on the Left
- 2010–2015: Parenthood (Fernsehserie, 101 Folgen)
- 2014: Truckin’ (Kurzfilm)
- 2017–2018: Wisdom of the Crowd (Fernsehserie, 13 Folgen)
- 2019–2021: Goliath (Fernsehserie, 3 Folgen)
- 2024: The Girl in the Pool
- 2024: Mort in Sherman Oaks (Running on Empty)